# Руліха (станційне селище)
Рулі́ха (каз. Рулиха) — станційне селище у складі Шемонаїхинського району Східноказахстанської області Казахстану. Входить до складу Каменевського сільського округу.
Населення — 50 осіб (2021; 114 у 2009, 110 у 1999, 97 у 1989).
Національний склад станом на 1989 рік:
- росіяни — 100 %